# 中嶋浩一郎
中嶋 浩一郎（なかじま こういちろう、1966年12月5日 - ）は、日本の防衛官僚。

## 人物
山梨県出身。父は、防衛大学校出身の陸上自衛官。麻布高等学校を経て、東京大学法学部卒業。在アメリカ合衆国日本国大使館一等書記官も務めた。
2024年12月27日、防衛審議官在任中、複数の部下にパワハラを繰り返したとして停職30日の懲戒処分を受け、同日付で辞職した。中嶋はこれまでもパワハラと疑われる言動があり、同年3月にも事務次官より厳重注意を受けていた。

## 略歴
出典：
- 1989年 防衛庁入庁、長官官房総務課
- 2006年 防衛施設庁福岡防衛施設局施設部長
- 2007年 防衛政策局防衛政策課戦略企画室長
- 2009年 内閣官房内閣参事官（内閣総務官室）
- 2011年 防衛政策局日米防衛協力課長
- 2012年 防衛政策局防衛計画課長
- 2014年 大臣官房文書課長
- 2016年 沖縄防衛局長
- 2019年
  - 1月 大臣官房審議官
  - 7月 内閣官房内閣審議官（国家安全保障局）
- 2021年 内閣総理大臣秘書官
- 2023年 大臣官房長
- 2024年
  - 7月 防衛審議官
  - 12月  辞職